# Ezgi Dağdelenler
Ezgi Dağdelenler est une joueuse de volley-ball turque née le 3 novembre 1993 à Ankara. Elle mesure 1,88 m et joue au poste de réceptionneuse-attaquante. 

## Clubs
| Club                    | De        | À         |
| ----------------------- | --------- | --------- |
| Karayolları Spor Kulübü |           | 2006-2007 |
| İller Bankası Ankara    | 2007-2008 | 2016-2017 |
| Fenerbahçe İstanbul     | 2017-2018 | 2018-2019 |
| PTT Spor Kulübü         | 2019-2020 | 2019-2020 |
| Aydın BBSK              | 2020-2021 | …         |

## Palmarès

### Équipe nationale
- Championnat du monde des moins de 23 ans
  - Finaliste : 2015.
- Ligue européenne
  - Finaliste : 2015.

### Clubs
- Coupe de Turquie
  - Finaliste : 2019.
- Supercoupe de Turquie
  - Finaliste : 2017.